# Iniopterygiformes
Los iniopterigiformes (Iniopterygiformes) son un orden extinto de holocéfalos. Probablemente habitaban a poca profundidad entre las rocas, cavernas o suelo marino. Eran oportunistas en su alimento, y no llegaban a medir más de 2 metros.

## Taxonomía
Los iniopterigiformes incluyen cuatro géneros repartidos en dos familia:
- Familia Iniopterygidae

Iniopteryx
- Familia Sibyrhynchidae

Sibyrhynchus
Iniopera
Inioxyele